# Artaud (album)
Pour les articles homonymes, voir Artaud.
Albums de Pescado Rabioso
Pescado 2
(1973)

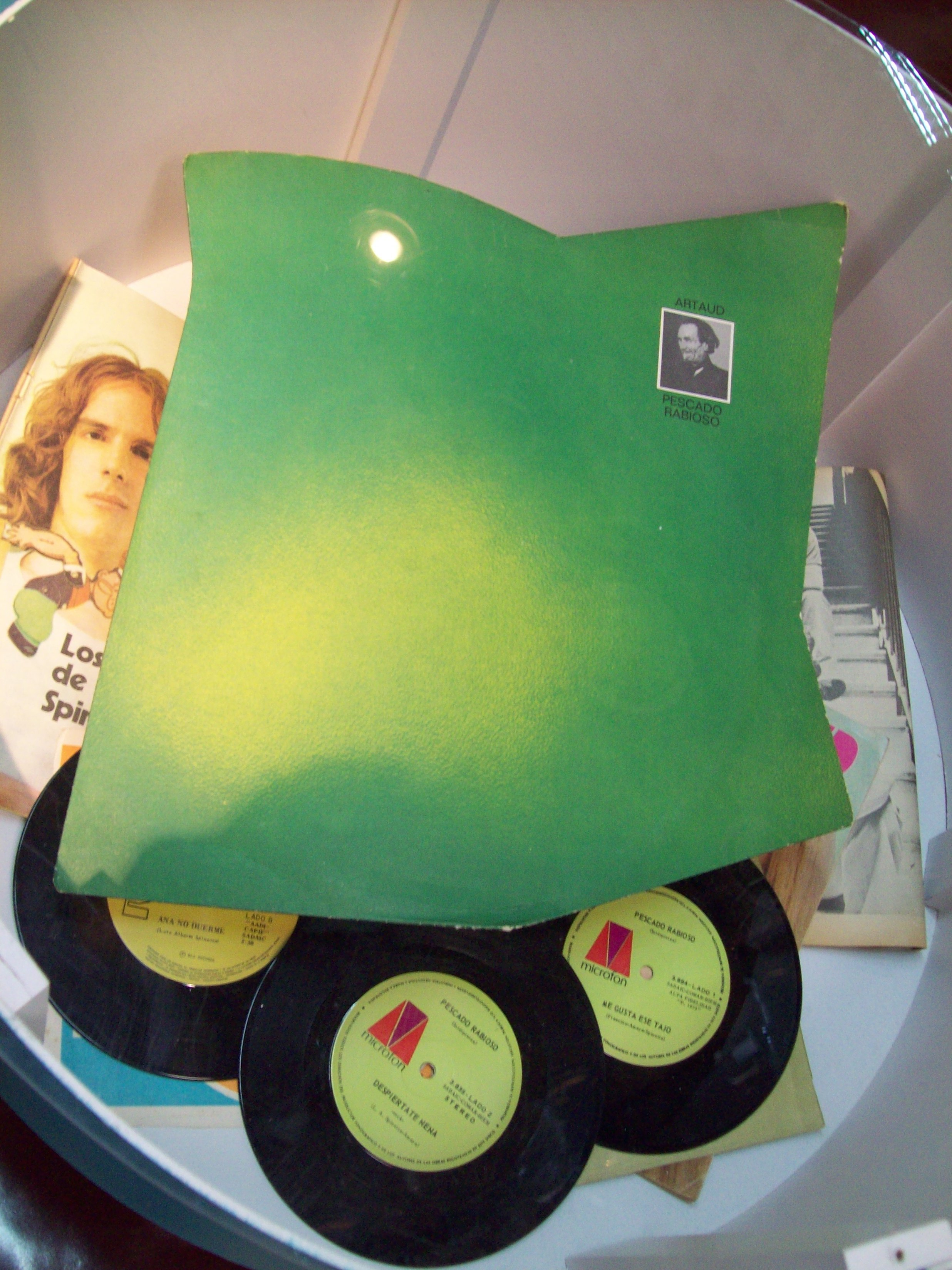
Artaud (Album)

Artaud est le troisième album de Pescado Rabioso, groupe dirigé par Luis Alberto Spinetta. Le titre fait référence au poète français Antonin Artaud.
Bien que Artaud a été officiellement présenté comme le troisième album de Pescado Rabioso, le groupe avaient effectivement rompu au moment où l'album a été enregistré. Il a des contributions du frère de Spinetta, le batteur Carlos Gustavo Spinetta, le bassiste Emilio Del Guercio, et le batteur Rodolfo García, les deux derniers d'entre eux avaient joué avec Spinetta dans le groupe Almendra.
Il est largement considéré comme le plus grand album argentin de rock de tous les temps. 

## Liste des chansons
Toutes les chansons sont écrites et composées par Luis Alberto Spinetta.
| 1. | Todas las hojas son del viento | 2:12 |
| 2. | Cementerio Club                | 4:55 |
| 3. | Por                            | 1:45 |
| 4. | Superchería                    | 4:21 |
| 5. | La sed verdadera               | 3:32 |
| 6. | Cantata de puentes amarillos   | 9:12 |
| 7. | Bajan                          | 3:26 |
| 8. | A Starosta, el idiota          | 3:15 |
| 9. | Las habladurías del mundo      | 4:03 |